# Apocryptophagus robustus
Apocryptophagus robustus is een vliesvleugelig insect uit de familie Torymidae. De wetenschappelijke naam is voor het eerst geldig gepubliceerd in 1906 door Mayr.